# Мисс США 2023
Мисс США 2023 (англ. Miss USA 2023) — 72-й национальный конкурс красоты Мисс США. Проводился 29 сентября 2023 года в Grand Sierra Resort, город Рино, штат Невада. Ведущими вечера стали Келти Коллин, Эдриэнн Байлон-Хьютон, Джордан Кимбэл и Моргано Романо.
Это первый конкурс красоты, когда состоялся с новым владельцем Лэйла Роуз и транслировался на веб-сайте и мобильном приложении The CW.

## Закулисье

### Локация

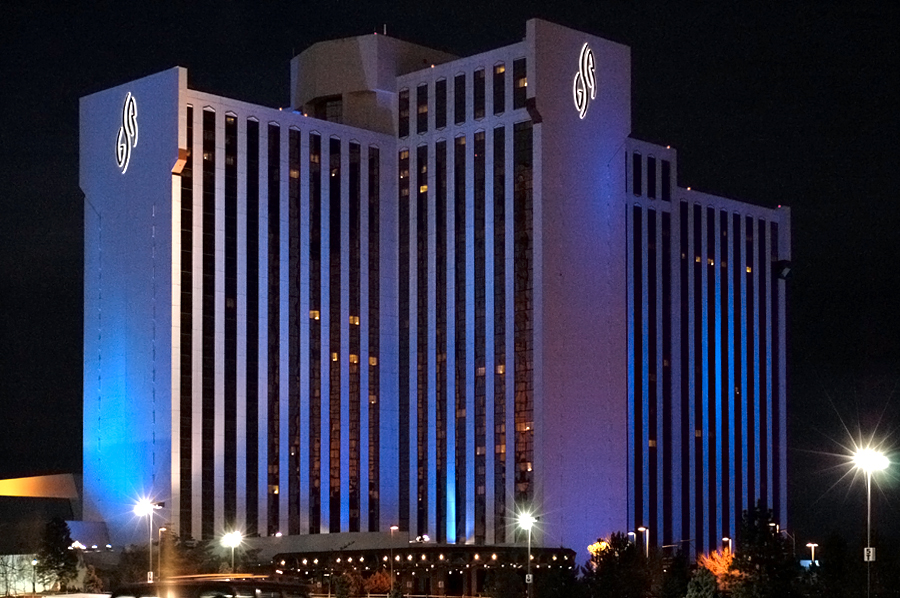
Grand Sierra Resort в городе Рино место проведения конкурса красоты

14 июля 2022 года стало известно, что конкурс красоты будет проведён в городе Рино. С городом был заключён трёхлетний контракт на проведение конкурсов красоты с 2022 по 2024 годы. Это третий раз, когда конкурс проводился в городе Рино, второй год проведение, после Мисс США 2019 и 2022 года. Предыдущий руководитель «Организаторы Мисс США» Кристл Стюарт сообщила, что Рино был выбран в честь Чесли Крист, которая была коронована в этом городе и совершила самоубийство в январе 2022 года.
Лицензия конкурсов «Мисс США» и родственном ему «Юная мисс США» были приостановлены 7 октября из-за из-за обвинений в фальсификациях на предыдущем конкурсе. В августе 2023 года было анонсировано, что Кристл Стьюарт ушла с поста руководителя «Miss USA Organization». Её место заняла Лайла Роз, модный дизайнер.

### Выбор участниц
Начиная с этого конкурса, организаторы объявили, что будет принимать к участию замужних женщин и матерей для участия в конкурсе. Подобное решение впервые было использовано в первых пяти конкурсах, а затем было пересмотрено в 1957 году.
Участницы из 50 штатов и Округа Колумбия выбирались в местных конкурсах с сентября 2022 по август 2023 года. Первым штатом, который провёл отбор, стал Айдахо. Последним стал штат Нью-Йорк. Штат Мэн стал первым, где победительница стала замужней представительницей, после отбора на национальный конкурс. Девять представительниц от штатов были выбраны после их участия в другом национальном конкурсе красоты «Юная Мисс США», две участницы «Мисс Мира Америка», одна бывшая обладательница титула «Miss America’s Outstanding Teen», три бывшие участницы «Мисс Америка» и бывшая участница Мисс Супранешнл 2022.

## Результаты
| Место         | Участница |
| ------------- | --- |
| Мисс США 2023 | - Юта — Ноэлия Войт |
| 1 Вице-Мисс   | - Гавайи — Саванна Ганкевич |
| 2 Вице-Мисс   | - Висконсин — Алексис Луманс |
| 3 Вице-Мисс   | - Пенсильвания — Жасмин Дэниелс |
| 4 Вице-Мисс   | - Техас — Лювия Альзате |
| Топ 20        | - Алабама — Софи Буржински - Арканзас — Маккензи Хиндербергер - Калифорния — Тианна Кларк - Коннектикут — Карла Апонте Роке - Вашингтон (округ Колумбия) — Кэсси Балуэ - Флорида — Кэролайн Диксон - Иллинойс — Саманта Эллиотт - Мэриленд — Савена Мушинг - Невада — Джози Стивенс - Нью-Джерси — Дерби Чуквуди - Нью-Мексико — Бьянка Райт § - Северная Каролина — Джордин Макки - Южная Каролина — Кирби Элизабет Селф - Виргиния — Эшли Уильямс - Вашингтон — Саманта Галлия |

§ — Вошла в Топ 20 посредством онлайн-голосования

## Специальные номинации
| Титул                    | Участница                       |
| ------------------------ | ------------------------------- |
| Лучший костюм штата      | - Гавайи — Саванна Ганкевич     |
| Мисс Конгениальность     | - Аляска — Джордан Нэйлор       |
| Мисс Фотогеничность      | - Массачусетс — Анника Шарма    |
| Лучшая в интервью        | - Гавайи — Саванна Ганкевич     |
| Лучшая в вечернем платье | - Пенсильвания — Жасмин Дэниелс |
| Лучшая в купальнике      | - Техас — Лювия Альзате         |
| Impact Award             | - Миссисипи — Сидней Рассел     |

## Конкурс
Все времена в этой статье указаны UTC-7

### Предварительный конкурс
Отложенный показ трансляции предварительного конкурса «Мисс США 2023» состоялась 28 сентября на официальной странице Youtube «Мисс США» в 17:00 (ICT / Las Vegas time).

### Судьи
- Николь Миллер[англ.] — модный дизайнер[14]
- Вивика Анджанетта Фокс — актриса[14]
- Эмина Кунмулай[англ.] — модель[14]
- Патрик Старрр[англ.] — предприниматель по продаже косметики[14]
- Луанн де Лессепс[англ.] — телеведущая[14]

## Участницы
Список участниц:
| Штат                       | Участница               | Возраст | Родной город | Примечания |
| -------------------------- | ----------------------- | ------- | ------------ | --- |
| Алабама                    | Софи Буржински          | 22      | Оберн        | |
| Аляска                     | Джордан Нэйлор          | 25      | Анкоридж     | В прошлом «Miss Alaska’s Outstanding Teen 2012»                                                                     |
| Аризона                    | Кэндис Канавель         | 27      | Темпе        | |
| Арканзас                   | Маккензи Хиндербергер   | 24      | Фармингтон   | В прошлом «Юная мисс Арканзас 2018»                                                                                 |
| Калифорния                 | Тианна Кларк            | 27      | Перрис       | |
| Колорадо                   | Арианна Лемус           | 27      | Ганнисон     | |
| Коннектикут                | Карла Апонт Рог         | 27      | Бранфорд     | |
| Делавэр                    | Ноа Миллс               | 25      | Миддлтаун    | |
| Вашингтон (округ Колумбия) | Кэсси Балуэ             | 25      | Вашингтон    | |
| Флорида                    | Кэролайн Диксон         | 25      | Палм-Харбор  | |
| Джорджия                   | Рэйчел Руссоу           | 24      | Атланта      | |
| Гавайи                     | Саванна Ганкевич        | 27      | Ваилеа       | В прошлом участница «Mutya ng Pilipinas 2017»                                                                       |
| Айдахо                     | Ханна Менцнер           | 27      | Бойсе        | В прошлом «Юная мисс Айдахо 2014»                                                                                   |
| Иллинойс                   | Саманта Эллиотт         | 22      | Фрипорт      | |
| Индиана                    | Ханна Менцнер           | 25      | Питтсборо    | |
| Айова                      | Грейс Линн Келлер       | 24      | Коралвилл    | В прошлом участница «Мисс Америка 2022» от штата Айова                                                              |
| Канзас                     | Haley Berger            | 22      | Лоренс       | Дочь Пратумрат Ворамали Бергер, участницы «Мисс мира Таиланд 1989»                                                  |
| Кентукки                   | Мадалин Киннетт         | 22      | Лексингтон   | |
| Луизиана                   | Сильвия Мастерс         | 28      | Гоума        | |
| Мэн                        | Джулиана Морхаус Локлир | 23      | Портленд     | Первая замужняя участница Мисс США. Дочь Линн Дженкинс Морхаус, участницы Мисс США 1994 от штата Северная Каролина. |
| Мэриленд                   | Савена Мушинг           | 26      | Джермантаун  | В прошлом участница «Мисс Супранешнл 2022»                                                                          |
| Массачусетс                | Анника Шарма            | 22      | Ньютон       | В прошлом «Юная мисс Массачусетс 2020»                                                                              |
| Мичиган                    | Алексис Фаган-Уильямс   | 22      | Детройт      | |
| Миннесота                  | Сара Андерсон           | 20      | Мейпл-Гроув  | |
| Миссисипи                  | Сидней Рассел           | 24      | Коллинсвилл  | |
| Миссури                    | Аутюмн Блэк             | 24      | Канзас-Сити  | |
| Монтана                    | Мэдисон Ригг            | 26      | Калиспелл    | В прошлом участница «Юная мисс Монтана 2014»                                                                        |
| Небраска                   | Мими Вуд                | 24      | Омаха        | |
| Невада                     | Джози Стивенс           | 28      | Фоллон       | |
| Нью-Гэмпшир                | Бритни Лэйн             | 26      | Гукстед      | |
| Нью-Джерси                 | Дерби Чуквуди           | 25      | Хобокен      | |
| Нью-Мексико                | Бьянка Райт             | 28      | Антони       | |
| Нью-Йорк                   | Рашель Ди Стасио        | 26      | Нью-Йорк     | |
| Северная Каролина          | Джордин Макки           | 25      | Шарлотт      | |
| Северная Дакота            | Монни Ньярибо           | 27      | Гранд-Форкс  | |
| Огайо                      | Mackenzie Schutt        | 27      | Вестервилл   | |
| Оклахома                   | Лив Уолбек              | 21      | Норман       | |
| Орегон                     | Манджу Бангалор         | 25      | Корваллис    | |
| Пенсильвания               | Жасмин Дэниелс          | 26      | Колледжвилл  | В прошлом участница «Юная мисс Пенсильвания 2015»                                                                   |
| Род-Айленд                 | Мэри Мэллой             | 26      | Камберленд   | В прошлом участница «Юная мисс Род-Айленд 2015»                                                                     |
| Южная Каролина             | Кирби Элизабет Селф     | 23      | Гринвуд      | В прошлом участница «Мисс Южная Каролина 2018»                                                                      |
| Южная Дакота               | Эмбер Халс              | 25      | Гот-Спрингс  | В прошлом участница «Мисс Южная Дакота 2019» и «Мисс Южная Дакота 2020».                                            |
| Теннесси                   | Regan Ringler           | 26      | Нашвилл      | |
| Техас                      | Lluvia Alzate           | 26      | Хьюстон      | |
| Юта                        | Ноэлия Войгт            | 23      | Парк-Сити    | |
| Вермонт                    | Дженна Хаулетт          | 21      | Бридпорт     | В прошлом «Юная мисс Вермонт 2019»                                                                                  |
| Виргиния                   | Эшли Уильямс            | 24      | Рестон       | Бывшая профессиональная болельщица команды Miami Dolphins Cheerleaders                                              |
| Вашингтон                  | Саманта Галлия          | 25      | Сиэтл        | |
| Западная Виргиния          | Неве Хармон             | 21      | Чарлстон     | |
| Висконсин                  | Алексис Луманс          | 21      | Вонеки       | В прошлом участница «Юная мисс Висконсин 2018»                                                                      |
| Вайоминг                   | Бек Бриджер             | 27      | Шеридан      | В прошлом участница «Мисс Вайоминг 2018»                                                                            |

## Заметки
1. ↑  На момент участия в конкурсе красоты